# ブラスエクシードトウキョウ
ブラスエクシードトウキョウ（英: BRASS EXCEED TOKYO; BXT）は、2012年に結成された日本の吹奏楽団。主に東京近郊を活動拠点としている。運営法人の商号は一般社団法人ブラスエクシードトウキョウ。

## 概要
2009年に東京近郊で活躍する若手演奏家を中心に結成された吹奏楽団を創立の紀元とする日本のプロ吹奏楽団。2012年にブラスエクシードと楽団名称を変更し、その後、活動の拠点としていた"東京"のワードを加え、ブラスエクシードトウキョウとなった。法人名称は一般社団法人ブラスエクシードトウキョウである。
2012年の名称変更時より、それまで定番であった吹奏楽のオリジナル作品や既存譜のみで構成されていたコンサートスタイルを一転し、主に映画音楽、ミュージカル作品やゲーム音楽など社会的音楽普及を目的としたポピュラーコンサートを活動の主軸に変更し、日本国内におけるポップスオーケストラとして確固たる地位を築いている。
楽団のコンサートマスターはサクソフォーン奏者の福井健太が務めており、楽団自主企画公演の約9割の楽譜制作を担当している専属編曲家・藤岡睦穂と共にブレーン的存在として楽団の主軸を担っている。
これまでに仲代達矢率いる無名塾の役者とコラボした子供の為の音楽朗読劇や、吹奏楽編成にアイリッシュ・ダンスを融合させたステージなど独自の企画を盛り込んだ公演を全国各地で成功させてきたが、なかでも2013年より連続開催されている『〜吹奏楽が奏でるゲーム音楽〜』シリーズは、当時の日本のプロ吹奏楽団としては初めての試みでありゲーム音楽、クラシック音楽、吹奏楽のファン層からも支持を受け吹奏楽における日本のゲーム音楽シーンのパイオニア的存在となった。
2010年6月にはフジテレビ『めざましテレビ』にて取り上げられ、2014年にはスカパー!『シアターテレビジョン』にて『〜吹奏楽が奏でるゲーム音楽〜』『ロード・オブ・ザ・リング 指輪物語 朗読付』という他ジャンルの二作品が放送され、その爆発的な人気から数年間に渡り繰り返し放送された。一方、『感動』をテーマにかかげた理念のもとに全国各地で開催している音楽鑑賞教室やクリニックも高い評価を受けており、教育面や地域密着型の活動にも意欲的に取り組んでいる。
楽団の芸術監督には元NHK交響楽団首席トランペット奏者の津堅直弘が就任しており、2023年には長年に渡り学校法人佐藤栄学園埼玉栄高等学校で教鞭を執り武蔵野音楽大学講師の大滝実が二人目の芸劇監督として就任している。

## 主要公演
- 2013/04/07 第10回記念演奏会 府中の森芸術劇場どりーむホール 指揮：津堅直弘
- 2013/09/16 第11回演奏会 ミューザ川崎シンフォニーホール 指揮：松沼俊彦
- 2014/05/24 第12回演奏会 府中の森芸術劇場どりーむホール 指揮：津堅直弘
- 2014/12/22 第13回演奏会 杉並公会堂大ホール  指揮：津堅直弘
- 2015/09/22 第14回演奏会 練馬文化センター大ホール 指揮：津堅直弘
- 2016/01/30 第15回演奏会 府中の森芸術劇場どりーむホール 指揮：津堅直弘
- 2016/12/22 第16回演奏会 大田区民ホール・アプリコ大ホール 指揮：津堅直弘
- 2017/05/26 第17回演奏会 府中の森芸術劇場どりーむホール 指揮：津堅直弘
- 2017/10/09 第18回演奏会 なかのZERO大ホール 指揮：津堅直弘
- 2018/05/04 第19回演奏会 なかのZERO大ホール 指揮：津堅直弘
- 2018/09/22 特別演奏会 秋川キララホール 指揮：津堅直弘
- 2019/03/02 第20回記念演奏会 東京芸術劇場大ホール 指揮：津堅直弘、大滝実
- 2019/11/03 特別演奏会 越谷サンシティホール大ホール 指揮：津堅直弘
- 2019/12/23 第21回演奏会 杉並公会堂大ホール 指揮：津堅直弘
- 2020/10/10 吹奏楽が奏でるゲーム音楽in倉敷 倉敷市民会館 指揮：津堅直弘
- 2021/06/27 GAME MUSIC on BRASS 熊谷文化創造館さくらめいと太陽のホール 指揮：津堅直弘
- 2021/11/27 吹奏楽が奏でるゲーム音楽in出雲 出雲市民会館 指揮：津堅直弘
- 2021/12/26 GAME MUSIC on BRASS りゅーとぴあ新潟市民芸術文化会館 指揮：大滝実
- 2022/06/12 吹奏楽が奏でるゲーム音楽in三島 三島市民会館 指揮：大滝実
- 2022/07/03 吹奏楽が奏でるゲーム音楽in日立 日立シビックセンター 指揮：大滝実
- 2022/07/18 GAME MUSIC on BRASS 江戸川区総合文化センター 指揮：津堅直弘
- 2023/01/28 GAME MUSIC CONCERT カルッツかわさきホール 指揮：大滝実
- 2023/04/19 第22回演奏会 東京文化会館大ホール 指揮：大滝実
- 2023/12/02 GAME MUSIC on BRASS 大和市文化創造拠点シリウス芸術文化ホール 指揮：大滝実
- 2024/04/30 第23回演奏会 めぐろパーシモンホール 指揮：大滝実
- 2024/09/28 福井県美浜町生涯学習センターなびあす 小編成吹奏楽公演
- 2024/09/29 福井県越前市いまだて芸術館 小編成吹奏楽公演
- 2024/12/14 静岡県グランシップ大ホール・海 大編成吹奏楽公演[7]

## 音楽鑑賞教室、その他イベントへの出演
- 2010年 - 2013年 杉田劇場（横浜市磯子区）主催 親子コンサート出演
- 2010年 めざましテレビ出演
- 2010年 - 2025年 洗足学園短期大学同窓会 総会・懇親会 定期的にゲスト出演
- 2013年 - 2025年 東久留米市生涯学習センター主催 親子コンサート・アウトリーチ公演に定期的に出演
- 2015年 - 2025年 稲城市iプラザ主催 親子コンサートに定期的に出演
- 2015/02/28 本庄市立小学校 記念式典ゲスト出演
- 2015/05/05 2083主催「4STAR ORCHESTRA」ゲスト出演
- 2016/09/19 2083主催 ゲーム音楽公演[8]
- 2017年  - 2025年 さいたま市プラザノース主催 親子コンサートに定期的に出演
- 2018/05/31 倉敷市私立高等学校 芸術鑑賞会（倉敷市民会館）
- 2018/11/09 NPO調布シネマクラブ主催 シネマコンサート「メトロポリス」〜活弁と吹奏楽の饗宴〜（調布市グリーンホール）
- 2019/03/08 中野ZERO主催 野方WIZフライデーコンサート
- 2019/06/21 三芳町主催 ちくまざわマンスリースクエアvol.141
- 2019/08/24 株式会社日本コクレア主催 30周年ファミリーイベント コクレアファミリーセレブレーション（東京ベイ舞浜ホテルクラブリゾート）
- 2019/10/17 東京都西多摩郡公立小学校 芸術鑑賞会
- 2021/11/8 東京都私立高等学校 芸術鑑賞会
- 2019/11/12 神奈川県横浜市私立小学校 芸術鑑賞会
- 2020/11/03 赤坂区民センター主催 親子コンサート
- 2021/12/25 三芳町主催 町制施行50執念記念MIYOSHIホストタウン・メモリーズコンサート（コピスみよし）
- 2022/09/08 いわて生協文化鑑賞会クオレ 第73回例会（岩手県民会館）
- 2022/12/13 あきる野市立小学校 音楽鑑賞教室（秋川キララホール）
- 2023/10/23 川崎市立小学校 音楽鑑賞会
- 2024/03/12 あきる野市立小学校 音楽鑑賞教室（秋川キララホール）

## EXCEED THE WINDS 主要公演
- 2018/9/6 1st Concert 豊洲シビックセンターホール 指揮：平野桂子
- 2019/5/15 2nd Conert 横浜みなとみらいホール小ホール 指揮：平野桂子
- 2021/6/8 3rd Concert 府中の森芸術劇場ウィーンホール 指揮：平野桂子（コロナの影響で中止）

## EXCEED THE BRASS 主要公演
- 2016/7/7 1st Concert 三鷹市芸術文化センター風のホール 指揮：福井健太
- 2017/12/20 2nd Conert 府中の森芸術劇場ウィーンホール 指揮：津堅直弘
- 2018/12/21 3rd Concert 稲城市立ｉプラザホール 指揮：津堅直弘
- 2024/3/15 4th Concert セシオン杉並ホール 指揮：百瀬太智
- 2024/12/7 特別Live Jazz Dining B-flat

## CD・サウンドトラック出演
- ポケットモンスター ウルトラサン・ウルトラムーン（ブラスセクション） 株式会社ポケモン
- イースI&IIクロニクルズ Falcom Music Chronicle Special TO MAKE THE END OF BATTLE
- 英雄伝説 零の軌跡 ふぁるこむフィールドざんまい Get Over the Barrier!
- 英雄伝説VI 空の軌跡 the 3rd Sora no Kiseki Zanmai - Cry for me, cry for you
- 映画 やっさだるマン 2018年‧ドラマ/ロマンス‧1時間30分 監督 大森研一

## 楽団員
2025年現在
- 藤岡睦穂 - 楽団専属編曲家
- 鈴木雄大 - クラリネット（契約団員）
- 青木智佳子 - フルート
- 宮本夢加 - フルート/ピッコロ
- 相良怜 - ファゴット
- 渥美昌彦 - クラリネット
- 石井一成 - クラリネット
- 池谷歩 - クラリネット
- 藤本港 - クラリネット
- 森卓也 - クラリネット
- 山田亜由子 - クラリネット
- 福井健太 - アルト・サクソフォーン コンサートマスター
- 細川紘希 - アルト・サクソフォーン
- 國末貞仁 - テナー・サクソフォーン
- 菅原聡美 - バリトン・サクソフォーン
- 市川航平 - ホルン
- 百瀬太智 - ホルン
- 池田藍子 - トランペット
- 佐藤岳史 - トランペット 楽団副代表
- 永島寛之 - トランペット
- 一谷啓太郎 – テナー・トロンボーン
- 西方舞 - バス・トロンボーン
- 木曽原榛紀 - テューバ
- 後藤桃 - コントラバス
- 飯田智子 - パーカッション 楽団代表
- 塩浜玲子 - パーカッション
- 高田亮 - パーカッション
- 田中綾 - パーカッション

## テレビ出演
- めざましテレビ（フジテレビ）
- シアターテレビジョン（スカパー!）

## 書籍掲載
- 音楽之友社 バンドジャーナル表紙・ブラスエクシードトウキョウ特集ページ[9]